# Michail Zalomin
Michail Ivanovič Zalomin (in russo Михаил Иванович Заломин?; Sarov, 22 dicembre 1992) è un ginnasta russo, specialista del trampolino elastico.

## Palmarès
- Mondiali

Sofia 2013: oro nel doppio mini.
Daytona Beach 2014: oro nel doppio mini.
Odense 2015: oro nel doppio mini a squadre e argento nel doppio mini.
Sofia 2017: oro nel doppio mini e nel doppio mini a squadre.
San Pietroburgo 2018: oro nel doppio mini.
Tokyo 2019: oro nel doppio mini, nel doppio mini a squadre e a squadre miste.
- Giochi mondiali

Cali 2013: argento nel doppio mini.
Breslavia 2017: oro nel doppio mini.
- Europei

San Pietroburgo 2012: oro nel doppio mini a squadre.
Guimarães 2014: oro nel doppio mini e nel doppio mini a squadre.
Valladolid 2016: oro nel doppio mini e nel doppio mini a squadre.
Baku 2018: oro nel doppio mini a squadre.